# Atletica leggera ai Giochi della IV Olimpiade - 100 metri piani

## L'eccellenza mondiale
| Record olimpico: Parigi 1900   | 10"8 10"4/5 | Frank Jarvis Walter Tewksbury | Rit. 1900 Rit. 1901 |
| Migliore prest. europea (1906) | 10"6 10"3/5 | Knut Lindberg                 | Presente            |
| Primatisti mondiali stagionali | 10"8 10"4/5 | James Rector Harold Huff      | Presente            |

Tra maggio e giugno gli statunitensi disputano le prime selezioni olimpiche, in tre luoghi diversi. Sui 100 metri, i vincitori di questa storica prima edizione sono:
- Est: Lawson Robertson, che batte in 11"0 il favorito James Rector;
- Centro: William Hamilton con 11"2;
- Ovest: Forrest Smithson con 11"2.

La supremazia sul continente europeo è contesa tra il britannico John W. Morton (4 volte campione nazionale sulle 100 iarde tra 1904 e 1907) e lo svedese Knut Lindberg (già finalista ad Atene 1906).
All'inizio di luglio il canadese Bobby Kerr partecipa ai Campionati inglesi e vince il titolo delle 100 iarde (10"0) e delle 220 iarde (22"4). Al termine della manifestazione viene nominato "Atleta dei Campionati".
L'unico grande assente ai Giochi, per infortunio, è l'australiano Barker, terzo ad Atene 1906 e pluricampione nazionale su 100, 220 e 440 iarde.

## La gara

### Cronoprogramma
| 17 batterie  | 20 luglio, ore 15:00 | 60 partenti   | Si qualificano solo i primi. |
| 4 semifinali | 21 luglio, ore 15:35 | 4 + 5 + 4 + 4 | Si qualificano i primi.      |
| Finale       | 22 luglio, ore 16:15 | 4 concorrenti |                              |

La prima sorpresa avviene all'ottava batteria: lo svedese Knut Lindberg giunge secondo a pochi centimetri da Lester Stevens (USA) ed è il primo dei favoriti ad essere eliminato. Nella quindicesima serie James Rector con il tempo di 10"8 eguaglia il record olimpico.
Il diciannovenne sudafricano Reginald ("Reggie") Walker vince la prima semifinale correndo in 10"8, eguagliando anch'egli il record dei Giochi. Nella seconda, vinta da Bobby Kerr, viene eliminato l'idolo britannico John W. Morton. Nella terza nuovo primato olimpico eguagliato (10"8) da parte di James Rector, che batte il connazionale Harry Huff. Il campione USA in carica, Robertson, viene eliminato nella quarta e ultima serie dal connazionale Cartmell.
Finale - Reggie Walker è il più reattivo allo sparo. Rector e Kerr gli sono vicino, ma non lo raggiungono. Walker taglia per primo il filo di lana con un buon metro di vantaggio. Rector riesce a prevalere sul canadese Kerr buttandosi meglio in avanti sul traguardo. Cartmell, distanziato fin dalla partenza, rimane subito fuori gara.

## Risultati

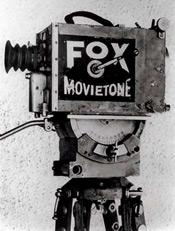
Una batteria dei 100 metri (è il filmato più antico di una gara di 100 metri alle Olimpiadi)

### Batterie
1ª Batteria
| Pos. | Atleta               | Nazione     | Tempo ufficiale | Tempo ufficioso |
| ---- | -------------------- | ----------- | --------------- | --------------- |
| 1    | Eddie Duffy          | Sudafrica   | 11"6            |                 |
| 2    | Georgios Skoutaridis | Grecia      | n/d             | n/d             |
| 3    | Victor Henny         | Paesi Bassi | n/d             | n/d             |

2ª Batteria
| Pos. | Atleta           | Nazione     | Tempo ufficiale | Tempo ufficioso |
| ---- | ---------------- | ----------- | --------------- | --------------- |
| 1    | Jack George      | Regno Unito | 11"6            |                 |
| 2    | Oscar Guttormsen | Norvegia    |                 | 12"0            |

3ª Batteria
| Pos. | Atleta          | Nazione     | Tempo ufficiale | Tempo ufficioso |
| ---- | --------------- | ----------- | --------------- | --------------- |
| 1    | Nate Cartmell   | Stati Uniti | 11"0            |                 |
| 2    | Géo Malfait     | Francia     |                 | 11"2            |
| 3    | Arthur Hoffmann | Germania    |                 | 11"4            |
| 4    | Evert Koops     | Paesi Bassi | n/d             | n/d             |

4ª Batteria
| Pos. | Atleta          | Nazione     | Tempo ufficiale | Tempo ufficioso |
| ---- | --------------- | ----------- | --------------- | --------------- |
| 1    | Reginald Walker | Sudafrica   | 11"0            |                 |
| 2    | Jean Konings    | Belgio      |                 | 11"6            |
| 3    | Denis Murray    | Regno Unito | n/d             | n/d             |
| 4    | Edgar Kiralfy   | Stati Uniti | n/d             | n/d             |
| 4    | Ernestus Greven | Paesi Bassi | n/d             | n/d             |

5ª Batteria
| Pos. | Atleta         | Nazione     | Tempo ufficiale | Tempo ufficioso |
| ---- | -------------- | ----------- | --------------- | --------------- |
| 1    | Bobby Cloughen | Stati Uniti | 11"0            |                 |
| 2    | John Johansen  | Norvegia    |                 | 11"7            |
| 3    | Dave Beland    | Canada      | n/d             | n/d             |
| -    | Henry Harmer   | Regno Unito | dnf             | dnf             |

6ª Batteria
| Pos. | Atleta              | Nazione     | Tempo ufficiale | Tempo ufficioso |
| ---- | ------------------- | ----------- | --------------- | --------------- |
| 1    | Willie May          | Stati Uniti | 11"2            |                 |
| 2    | Victor Jacquemin    | Belgio      |                 | 11"5            |
| 3    | L. Lescat           | Francia     | n/d             | n/d             |
| 4    | Mikhail Paskhalidis | Grecia      | n/d             | n/d             |

7ª Batteria
| Pos. | Atleta          | Nazione     | Tempo ufficiale | Tempo ufficioso |
| ---- | --------------- | ----------- | --------------- | --------------- |
| 1    | Robert Duncan   | Regno Unito | 11"4            |                 |
| 2    | Knut Stenborg   | Svezia      |                 | 11"5            |
| 3    | Hans Eicke      | Germania    |                 | 11"6            |
| 4    | Umberto Barozzi | Italia      | n/d             | n/d             |
| 5    | Ragnar Stenberg | Finlandia   | n/d             | n/d             |

8ª Batteria
| Pos. | Atleta          | Nazione     | Tempo ufficiale | Tempo ufficioso |
| ---- | --------------- | ----------- | --------------- | --------------- |
| 1    | Lester Stevens  | Stati Uniti | 11"2            |                 |
| 2    | Knut Lindberg   | Svezia      |                 | 11"2            |
| 3    | Heinrich Rehder | Germania    |                 | 11"8            |
| 4    | William Murray  | Regno Unito | n/d             | n/d             |

9ª Batteria
| Pos. | Atleta                 | Nazione     | Tempo ufficiale | Tempo ufficioso |
| ---- | ---------------------- | ----------- | --------------- | --------------- |
| 1    | John W. Morton         | Regno Unito | 11"2            |                 |
| 2    | Axel Johannes Petersen | Danimarca   |                 | 11"5            |
| 3    | Jacobus Hoogveld       | Paesi Bassi | n/d             | n/d             |

10ª Batteria
| Pos. | Atleta       | Nazione     | Tempo ufficiale | Tempo ufficioso |
| ---- | ------------ | ----------- | --------------- | --------------- |
| 1    | Bobby Kerr   | Canada      | 11"0            |                 |
| 2    | M. Chapman   | Regno Unito |                 | 11"3            |
| 3    | Paul Fischer | Germania    | dnf             | dnf             |

11ª Batteria
| Pos. | Atleta          | Nazione     | Tempo ufficiale | Tempo ufficioso |
| ---- | --------------- | ----------- | --------------- | --------------- |
| 1    | Bill Hamilton   | Stati Uniti | 11"2            |                 |
| 2    | Pál Simon       | Ungheria    |                 | 11"5            |
| 3    | G. Lamotte      | Francia     | n/d             | n/d             |
| 4    | Bertie Phillips | Sudafrica   | dnf             | dnf             |

12ª Batteria
| Pos. | Atleta          | Nazione     | Tempo ufficiale | Tempo ufficioso |
| ---- | --------------- | ----------- | --------------- | --------------- |
| 1    | Harry Huff      | Stati Uniti | 11"4            |                 |
| 2    | Henry Pankhurst | Regno Unito |                 | 11"5            |
| 3    | Karl Fryksdahl  | Svezia      | n/d             | n/d             |

13ª Batteria
| Pos. | Atleta           | Nazione     | Tempo ufficiale | Tempo ufficioso |
| ---- | ---------------- | ----------- | --------------- | --------------- |
| 1    | Lawson Robertson | Stati Uniti | 11"4            |                 |
| 2    | Frank Lukeman    | Canada      |                 | 11"7            |
| 3    | Henri Meslot     | Francia     | n/d             | n/d             |
| 4    | Edi Schönecker   | Austria     | n/d             | n/d             |

14ª Batteria
| Pos. | Atleta                    | Nazione     | Tempo ufficiale | Tempo ufficioso |
| ---- | ------------------------- | ----------- | --------------- | --------------- |
| 1    | Nate Sherman              | Stati Uniti | 11"2            |                 |
| 2    | Lou Sebert                | Canada      |                 | 11"7            |
| 3    | Harry Watson              | Regno Unito | n/d             | n/d             |
| 4    | Frigyes Wiesner-Mezei     | Ungheria    | n/d             | n/d             |
| 5    | Hermann von Bönninghausen | Germania    |                 | 12"0            |

15ª Batteria
| Pos. | Atleta        | Nazione     | Tempo ufficiale | Tempo ufficioso |
| ---- | ------------- | ----------- | --------------- | --------------- |
| 1    | James Rector  | Stati Uniti | 10"8 =          |                 |
| 2    | Vilmos Rácz   | Ungheria    |                 | 11"4            |
| 3    | Willy Kohlmey | Germania    |                 | 12"0            |

16ª Batteria
| Pos. | Atleta           | Nazione     | Tempo ufficiale | Tempo ufficioso |
| ---- | ---------------- | ----------- | --------------- | --------------- |
| 1    | James Stark      | Regno Unito | 11"8            |                 |
| 2    | Gaspare Torretta | Italia      |                 | 12"0            |

17ª Batteria
| Pos. | Atleta        | Nazione     | Tempo ufficiale | Tempo ufficioso |
| ---- | ------------- | ----------- | --------------- | --------------- |
| 1    | Patrick Roche | Regno Unito | 11"4            |                 |
| 2    | Karl Bechler  | Germania    |                 | 11"7            |

### Semifinali
1a Semifinale
| Pos. | Atleta          | Nazione     | Tempo ufficiale | Tempo ufficioso |
| ---- | --------------- | ----------- | --------------- | --------------- |
| 1    | Reginald Walker | Sudafrica   | 10"8 =          |                 |
| 2    | Willie May      | Stati Uniti |                 | 11"0            |
| 3    | Patrick Roche   | Regno Unito | n/d             | n/d             |
| 4    | Lester Stevens  | Stati Uniti | n/d             | n/d             |

2a Semifinale
| Pos. | Atleta         | Nazione     | Tempo ufficiale | Tempo ufficioso |
| ---- | -------------- | ----------- | --------------- | --------------- |
| 1    | Bobby Kerr     | Canada      | 11"0            |                 |
| 2    | Nate Sherman   | Stati Uniti |                 | 11"3            |
| 3    | John W. Morton | Regno Unito | n/d             | n/d             |
| -    | Bobby Cloughen | Stati Uniti | dns             | dns             |
| -    | Bill Hamilton  | Stati Uniti | dns             | dns             |

3a Semifinale
| Pos. | Atleta        | Nazione     | Tempo ufficiale | Tempo ufficioso |
| ---- | ------------- | ----------- | --------------- | --------------- |
| 1    | James Rector  | Stati Uniti | 10"8 =          |                 |
| 2    | Harry Huff    | Stati Uniti |                 | 11"1            |
| 3    | Eddie Duffy   | Sudafrica   | n/d             | n/d             |
| 4    | Robert Duncan | Regno Unito | n/d             | n/d             |

4a Semifinale
| Pos. | Atleta           | Nazione     | Tempo ufficiale | Tempo ufficioso |
| ---- | ---------------- | ----------- | --------------- | --------------- |
| 1    | Nate Cartmell    | Stati Uniti | 11"2            |                 |
| 2    | Lawson Robertson | Stati Uniti |                 | 11"2            |
| 3    | James Stark      | Regno Unito | n/d             | n/d             |
| 4    | Jack George      | Regno Unito | n/d             | n/d             |

### Finale
| Pos.    | Nazione     | Atleta          | Età | Tempo ufficiale | Tempo ufficioso |
| ------- | ----------- | --------------- | --- | --------------- | --------------- |
| Oro     | Sudafrica   | Reginald Walker | 19  | 10"8 =          |                 |
| Argento | Stati Uniti | James Rector    | 24  |                 | 10"9            |
| Bronzo  | Canada      | Bobby Kerr      | 26  |                 | 10"9            |
| 4       | Stati Uniti | Nate Cartmell   | 25  |                 | 11"0            |

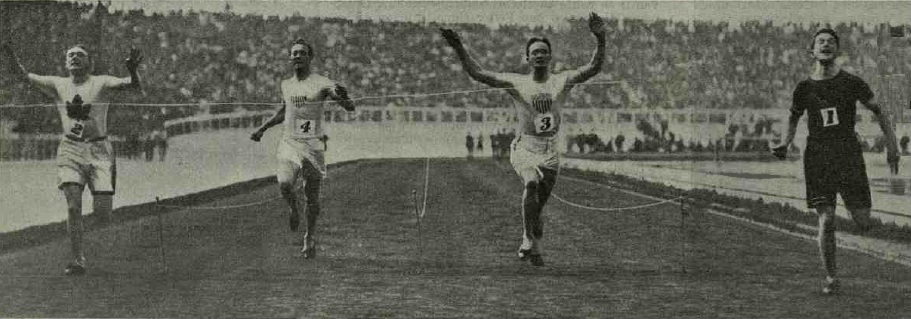
L'arrivo della finale. Walker è il primo a destra con la divisa nera.

Reggie Walker ha solo 19 anni. Ciò non gli impedisce di passare al professionismo già dal 1911. Rimane a tutt'oggi il più giovane vincitore dei 100 metri ai Giochi olimpici.